# Klax
Klax (Japans: クラックス) is een computerpuzzelspel uit 1989 ontwikkeld door Dave Akers en Mark Stephen Pierce. Het doel is om dezelfde kleuren blokken op elkaar te stapelen in rijen zodat deze verdwijnen, net zoals in het gelijksoortige spel Columns. Atari Games bracht het oorspronkelijk uit als een arcadespel ter opvolging van Tetris.

## Geschiedenis
Akers programmeerde Klax in enkele weken door gebruik te maken van Amiga BASIC. Vervolgens portte hij het programma lijn per lijn naar C. In een interview dat van 1990 zei hij dat hij "iets speelbaar wilde maken, dat compact en relatief simpel was om te ontwerpen". Hij inspireerde zich op Tetris en op boter-kaas-en-eieren. De naam komt van het geluid dat tegels maken terwijl ze rollen over het scherm.
Het prototype maakte gebruik van dezelfde hardware als "Escape from the Planet of the Robot Monsters".

## Platforms
| Jaar | Platform |
| ---- | --- |
| 1989 | MSX, Arcade |
| 1990 | Amiga, Amstrad CPC, Atari 2600, Atari 7800, Atari ST, BBC Micro, Commodore 64, DOS, Lynx, NES, PC-88, PC-98, SAM Coupé, Sega Mega Drive, Sharp X68000, TurboGrafx-16, ZX Spectrum |
| 1991 | Game Boy, Game Gear, SEGA Master System |
| 1999 | Game Boy Color |
| 2003 | Atari 5200 |

## Ontvangst
| Beoordeeld door | Platform        | Datum           | Score |
| --------------- | --------------- | --------------- | ----- |
| Génération 4    | Atari ST        | april 1990      | 96%   |
| Zzap!           | Amiga           | augustus 1990   | 92%   |
| NES Times       | NES             | 30 oktober 2007 | 90%   |
| IGN             | Lynx            | 6 juli 1999     | 90%   |
| Sega-16.com     | Sega Mega Drive | 27 juli 2006    | 90%   |
| Power Play      | Atari ST        | mei 1990        | 89%   |
| Mean Machines   | Sega Mega Drive | november 1991   | 84%   |
| neXGam          | Game Gear       | 2007            | 84%   |
| Megablast       | Lynx            | 1992            | 81%   |
| All Game Guide  | TurboGrafx-16   | 1998            | 80%   |

## Trivia
- Het spel is opgenomen in het boek 1001 Video Games You Must Play Before You Die van Tony Mott.